# Colibrí ermità d'Auguste
El colibrí ermità d'Auguste (Phaethornis augusti) és una espècie d'ocell de la família dels troquílids (Trochilidae) que habita clars del bosc, vegetació secundària i matolls de les terres baixes i muntanyes de l'est de Colòmbia, nord i sud de Veneçuela i oest de Guyana.